# Marek Lizończyk
Marek Lizończyk (ur. 31 sierpnia 1957 w Jaworznie) – polski piłkarz, występujący na pozycji napastnika.

## Życiorys
Wychowanek Victorii Jaworzno, w 1976 roku rozpoczynał w tym klubie seniorską karierę. W 1978 roku przeszedł do Stara Starachowice, a w 1981 roku wrócił do Victorii Jaworzno. Na początku 1983 roku został piłkarzem Cracovii, w barwach której rozegrał 14 spotkań w I lidze. Następnie był zawodnikiem Stali Mielec. W sezonie 1984/1985 awansował z klubem do I ligi. W barwach Stali rozegrał 36 meczów w I lidze, w których zdobył trzy bramki. W sezonie 1987/1988 występował w niemieckiej Viktorii Aschaffenburg.